# Karmelitenkloster Schweinfurt

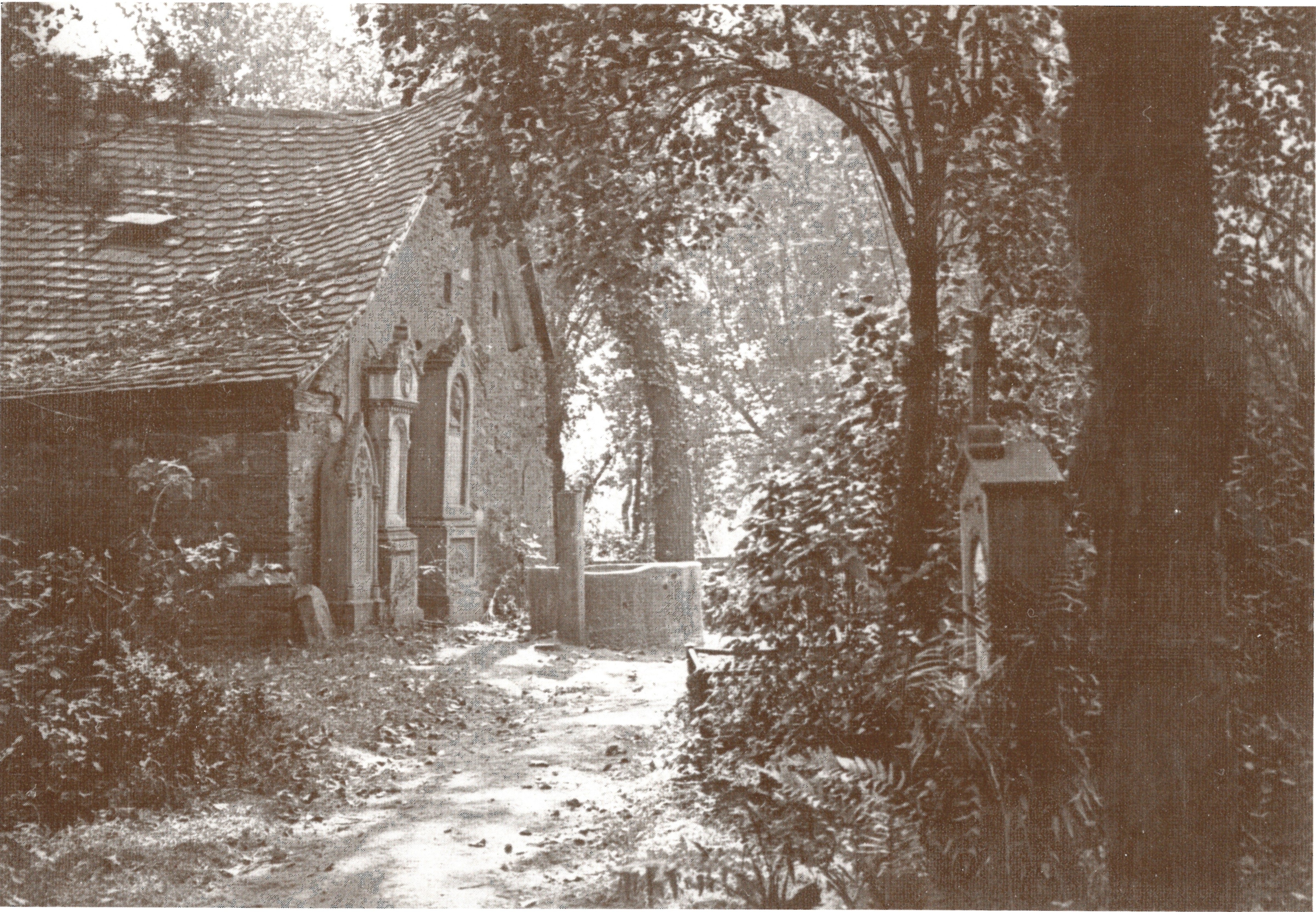
Ehemaliger Klostergarten des Karmelitenklosters, vor 1874

Das Karmelitenkloster Schweinfurt war ein um 1366 gestiftetes und 1542 aufgelöstes Kloster der Karmeliten in Schweinfurt. Von seinen Gebäuden ist nichts mehr erhalten.

## Lage
Das Areal des einstigen Klosters liegt in der südwestlichen Ecke der heutigen Altstadt, auf dem Gebiet des Alten Friedhofs, einer Grünanlage zwischen der Heilig-Geist-Kirche und dem Main. Das Kloster grenzte im Osten an die damals schon bestehende Fischersiedlung Fischerrain.

## Geschichte
Das St. Nikolaus geweihte Kloster entstand im zweiten Drittel des 14. Jahrhunderts durch den Schweinfurter Bürger Peter Esel. Er erwarb ein damals noch außerhalb der Stadtmauern gelegenes Spital. Die anfangs geplante Errichtung eines eigenständigen Klosters beim Spital wurde  wieder aufgegeben. Da schon seit einigen Jahrzehnten Beziehungen zu den Prämonstratensern des Klosters Veßra bestanden, wurde die Errichtung eines Chorherrenstifts geplant. Die Witwe Esels stiftete um 1366/67 schließlich das Karmelitenkloster. Es wurde später in die von 1437 bis 1502 durchgeführte Stadterweiterung integriert.
Im Zuge der Reformation wurde das Kloster 1542 aufgelöst und die Klosteranlage der Reichsstadt Schweinfurt übergeben. Das Areal diente im Zweiten Markgrafenkrieg (1552–1554) als Geschützstellung. Das Kloster wurde dabei schwer beschädigt und 1560 abgebrochen. Danach diente das Gelände als Friedhof, der bis 1874 belegt wurde.

## Gegenwart

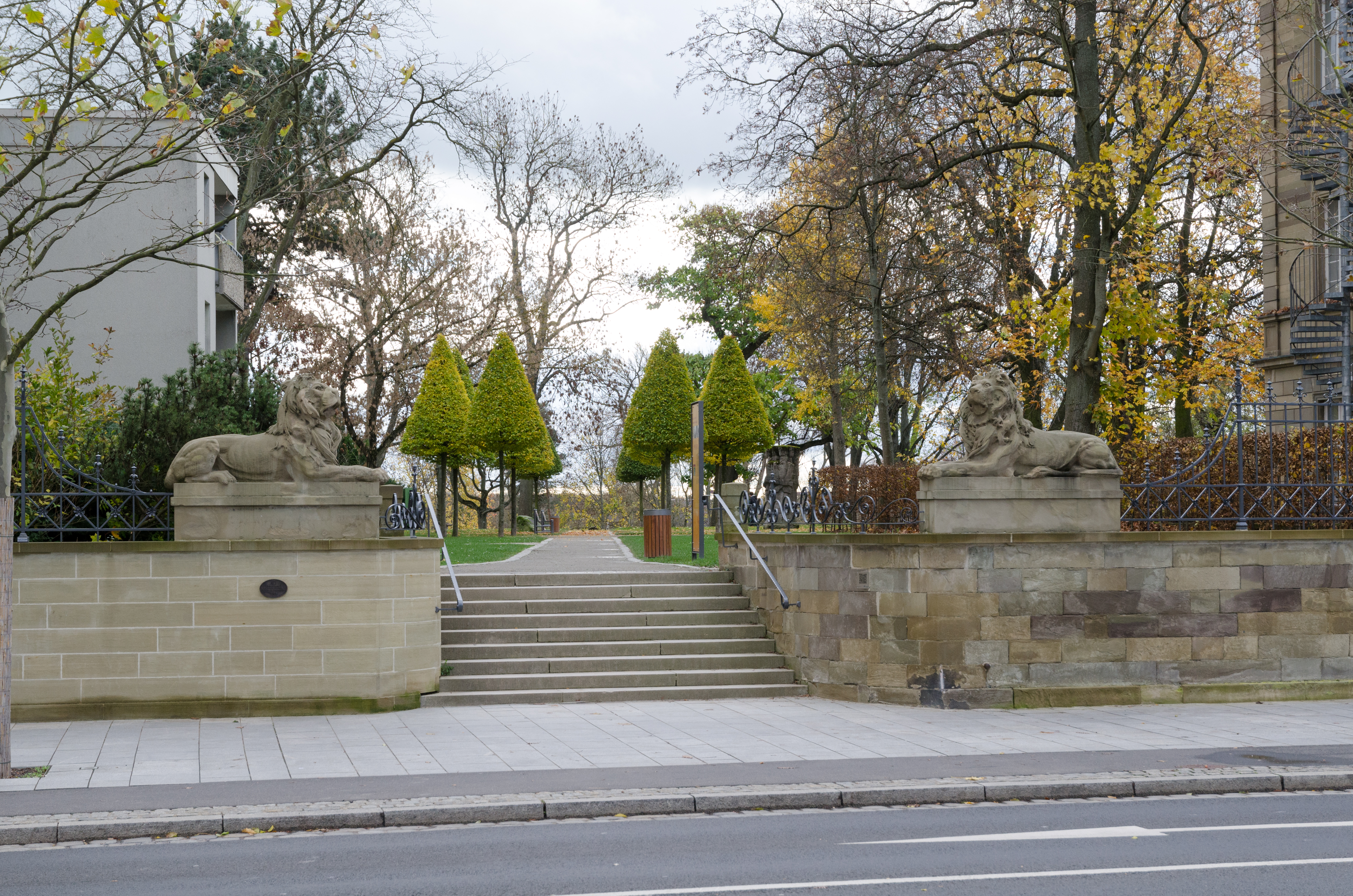
Eingang zum Alten Friedhof, einstiger Ort des Karmelitenklosters

Heute heißt das Gelände "Alter Friedhof" und ist eine öffentliche Grünanlage.